# Gratio
Gratio o Gracio  fue un poeta latino de época augústea mencionado por Ovidio. 
De él sólo se sabe que nació en Falerii y que fue amigo de Ovidio. Por lo demás, fue un poeta de escaso relieve, aunque dejó un poema didáctico sobre la caza con perros, de título Cinegética o Cynegeticon liber, que fue, a juicio de Nemesiano, poeta del siglo III, el primero en tratar esta materia en verso latino; de él solamente se han conservado los primeros quinientos cuarenta y siete hexámetros que descubrió el célebre Jacopo Sannazaro en 1504 en una biblioteca de Francia. Su métrica recuerda más a Virgilio que a Ovidio, de forma que hay motivos para pensar que fue compuesto no antes del año 19 antes de Cristo.